# Giedymin (imię)
Giedymin – imię męskie pochodzenia litewskiego.
Giedymin imieniny obchodzi 23 października.
Znane osoby noszące imię Giedymin: 
- Giedymin — wielki książę litewski
- Giedymin Pilecki, ps. Długosz, Kazimierz – duchowny katolicki, kapelan AK

- Gediminas Kirkilas – premier Litwy od 4 lipca 2006
- Gediminas Vagnorius – premier Litwy w latach 1991–1992 i 1996–1999

Zobacz też: 
- Giedyminowicze
- Order Wielkiego Księcia Giedymina
- Baszta Giedymina